# 圧電素子
圧電素子（あつでんそし）とは、圧電体に加えられた力を電圧に変換する、あるいは電圧を力に変換する、圧電効果を利用した受動素子で、英: piezoelectric element の読みからピエゾ素子ともいわれる。水晶振動子も圧電素子の一種であるが、別扱いにされることが多く、水晶より安価な材質を使ったものを指して圧電素子と呼ぶことが多い。アクチュエータ、センサ（英: piezoelectric sensor）としての利用の他、アナログ電子回路における発振回路やフィルタ回路にも用いられている。

## 原理、構造
圧電体を2枚の電極で挟んだ素子を基本として各種の構造を持つ。用途により、電極に振動板などが取り付けられている。通常、特定の周波数で振動振幅が最も大きくなる。
モノモルフ（ユニモルフ）
圧電スピーカなどに多い。薄手の圧電素子と金属板を貼り合わせた構造である。圧電素子が面内で伸び縮みすると貼り合わせた金属板の寸法はそのままであるため反りが生ずる。圧電素子に加える電圧により発生する振動や変位を利用する。
バイモルフ
2枚の圧電素子を貼り合わせた構造。比較的大き目の変位を得る場合に用いる。2枚の圧電素子のそれぞれに差動的な電圧を加えると伸縮方向が反対になるため反りが生ずる。カンチレバー構造にすると先端が変位することを利用して位置決め素子として使用できる。
積層型
多数の圧電素子を重ねて棒状にしたもので、厚み方向の変位を利用するもの。
なお、アクチュエータとして説明したが、変位から電圧を得るセンサとしてももちろん使用できる。

## 用途

### 圧電スピーカ、クリスタル・イヤホン
電極に信号電圧を加えることにより圧電体を連続的に変形、振動させて、そこから音を得るものである。小型で消費電力が少ないことから、電子ブザーなどの電子機器に多用されている。周波数特性はあまり良くなく、出力は小さい。
イヤホンの形状にしたものをクリスタル・イヤホンと呼ぶ。ここでいうクリスタルとは結晶の意味で水晶のことではない。セラミック（初期のものはロッシェル塩の結晶。こちらが名前の由来）が使われている。

### 振動センサ、マイク
外部から与えられた振動を圧電効果により電圧に変換することで、振動を電気的に検出するものである。電気楽器（アコースティック楽器を模したエレクトリックギターやエレクトリックベース）のブリッジ（駒）に配置されることが多い。各弦の振動を拾うわけだが、すべての弦の振動を1つの素子で拾う場合、弦ごとに素子が分かれている場合（こちらのほうが比率は高い）の双方がある。俗に「ピエゾピックアップ」と呼ばれる。また、電子ドラム等のドラムシンセサイザーや太鼓の達人等のゲーム機でも振動の検出に使用される。
圧電効果を利用した音声信号用のマイク（クリスタル・マイク）もあるが、インピーダンスが非常に高く増幅回路との整合性の問題があり、あまり使われない。近年ではMEMS技術を応用したマイクも開発されている。レコードプレーヤーにも使用される。

### 着火装置
ライター、ガス器具など、高圧放電を用いて点火を行う用途に、圧電素子が使われている。ばね、ラチェットなどの機構により、瞬間的に大きな衝撃が加えられ、放電に十分な電圧が得られるよう工夫がされている。

### 発振回路、フィルタ回路
セラミック発振子を発振回路に接続することで、安定した発振周波数が得られる。ただし、水晶振動子よりは安定性が劣る。圧電素子を利用したフィルタ回路とともに、ラジオ、テレビなどの受信機に多く用いられている。表面弾性波フィルター等に使用される。

### 駆動装置
圧電素子はSTMやAFMのプローブの制御のほか、点字ディスプレイなど高精度な駆動に用いられている。また、超音波モーターにも使用されている。

### 圧電振動ジャイロセンサ
振動の励振および検出を圧電効果により行うジャイロセンサ。

### 着座、体重センサー（自動車）
助手席が空席である場合、または、体重の軽い幼児である場合に、エアバッグを展開させないためのセンシングに用いられる。シート取り付けボルトと同軸に置かれ、せん断力の値で判断する。

### ショック・アブソーバー（自動車）
圧電素子をショック・アブソーバーの入力センサーとして利用したもの。信号はコンピュータに送られ、4輪のアクチュエーターを個別に作動させる。これにより、通常は乗り心地重視に設定されているショックアブソーバー内のバルブを瞬時に切り替え、減衰力を高め、操縦安定性を確保する。

### ピエゾ・インジェクター（ディーゼル燃料噴射ノズル・自動車）
コモンレール式ディーゼルエンジンで、1600気圧以上の超高圧に増圧された燃料を、ナノ秒単位で多段噴射（一回の燃焼で3～5回程度）させるための噴射ノズルの開弁用アクチュエーターとして、ソレノイドに代わり用いられる。

### インクジェット・プリンター
インクジェットプリンターにおいて、電流を流す事によりインクをインク管から、ヘッドに向かって押し出し、印刷するのに使われる事があり、セイコーエプソン、リコー、ブラザー工業等がこの方式を採用している。